# Olshammar
Olshammar is een plaats in de gemeente Askersund in het landschap Närke en de provincie Örebro län in Zweden. De plaats heeft 314 inwoners (2005) en een oppervlakte van 85 hectare. De plaats ligt aan het Vättermeer.

## Verkeer en vervoer
Bij de plaats loopt de Riksväg 49.

## Geboren
- Verner von Heidenstam (1859-1940), dichter, romanschrijver en Nobelprijswinnaar (1916)